# Trochidrobia inflata
Trochidrobia inflata é uma espécie de gastrópode  da família Hydrobiidae.
É endémica da Austrália.